# Bournonit
Bournonit, meist auch unter seiner bergmännischen Bezeichnung Rädelerz bekannt, ist ein häufig vorkommendes Mineral aus der Mineralklasse der „Sulfide und Sulfosalze“ mit der chemischen Zusammensetzung PbCu[SbS3]. Strukturell gehört Bournonit zu den Sulfosalzen.
Bournonit kristallisiert im orthorhombischen Kristallsystem und entwickelt kurze, prismatische oder tafelige Kristalle, aber auch körnige oder massige Aggregate von stahlgrauer bis schwarzer Farbe bei gleicher Strichfarbe. Auf den Flächen der undurchsichtigen Kristalle zeigt sich bei frischen Proben starker Metallglanz, ältere Proben laufen allerdings gelegentlich bläulich an und werden matt.

## Etymologie und Geschichte

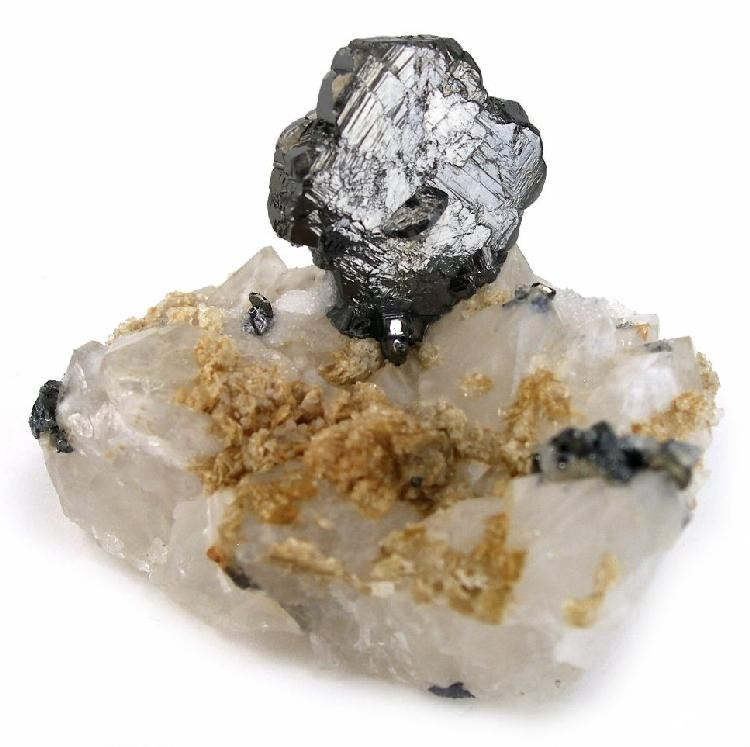
Rädelerz-Zwilling aus der „Herodsfoot Mine“ bei Lanreath, Cornwall, England

Das zunächst durch Philip Rashleigh 1797 Endellionit benannte Mineral wurde nach der Bestimmung durch Bournon 1804 von Robert Jameson in Bournonit umbenannt. Jacques Louis de Bournon (1751–1825) war ein französischer Kristallograph und Mineraloge.
Als Typlokalität für Bournonit gilt die „Wheal Boys Mine“ (auch Trewetha Mine) bei St. Endellion in der englischen Grafschaft Cornwall.
Das Typmaterial des Minerals wird im Muséum national d’histoire naturelle (MHN, Museum-Paris) in Paris aufbewahrt. Allerdings ist keine Katalognummer dokumentiert.
Die bergmännische Bezeichnung Rädelerz entstand durch den häufigen Fund von Vierlingsverwachsungen der Bournonit-Kristalle, die einem Zahnrad ähnlich sehen.
Da der Bournonit bereits lange vor der Gründung der International Mineralogical Association (IMA) bekannt und als eigenständige Mineralart anerkannt war, wurde dies von ihrer Commission on New Minerals, Nomenclature and Classification (CNMNC) übernommen und bezeichnet den Bournonit als sogenanntes „grandfathered“ (G) Mineral. Die seit 2021 ebenfalls von der IMA/CNMNC anerkannte Kurzbezeichnung (auch Mineral-Symbol) von Bournonit lautet „Bnn“.

## Klassifikation
Bereits in der veralteten 8. Auflage der Mineralsystematik nach Strunz gehörte der Bournonit zur Mineralklasse der „Sulfide und Sulfosalze“ und dort zur Abteilung der „Komplexe Sulfide (Sulfosalze)“, wo er zusammen mit Seligmannit die „Seligmannit-Reihe“ mit der Systemnummer II/D.04a innerhalb der „Bleikupferspießglanz-Gruppe“ bildete.
Im Lapis-Mineralienverzeichnis nach Stefan Weiß, das sich im Aufbau noch nach dieser alten Form der Systematik von Karl Hugo Strunz richtet, erhielt das Mineral die System- und Mineralnummer II/E.16-020. In der Lapis-Systematik entspricht dies der Abteilung „Sulfosalze (S  : As,Sb,Bi = x)“, wo Bournonit ebenfalls zusammen mit Seligmannit eine unbenannte Gruppe mit der Systemnummer II/E bildet (Stand 2018).
Die von der International Mineralogical Association (IMA) zuletzt 2009 aktualisierte 9. Auflage der Strunz’schen Mineralsystematik ordnet den Bournonit dagegen in die Abteilung der „Sulfarsenide, Sulfantimonide, Sulfbismutide“ ein. Diese ist zudem weiter unterteilt nach der Kristallstruktur und der möglichen Anwesenheit von zusätzlichem Schwefel, so dass das Mineral entsprechend seiner Zusammensetzung in der Unterabteilung „Insel-Sulfarsenide (Neso-Sulfarsenide) usw., ohne zusätzlichen Schwefel (S)“ zu finden ist, wo es zusammen mit Seligmannit und Součekit eine unbenannte Gruppe mit der Systemnummer 2.GA.50 bildet.
In der vorwiegend im englischen Sprachraum gebräuchlichen Systematik der Minerale nach Dana hat Bournonit die System- und Mineralnummer 03.04.03.02. Dies entspricht ebenfalls der Klasse der „Sulfide und Sulfosalze“ und dort der Abteilung der „Sulfosalze“. Hier ist er in der „Seligmannitgruppe“ mit der Systemnummer 03.04.03 innerhalb der Unterabteilung „Sulfosalze mit dem Verhältnis 3 > z/y und der Zusammensetzung (A+)i (A2+)j [ByCz], A = Metalle, B = Halbmetalle, C = Nichtmetalle“ zu finden.

## Chemismus
Die idealisierte (theoretische) Zusammensetzung von Bournonit (CuPbSbS3) besteht aus 42,40 % Blei, 13,00 % Kupfer, 24,91 % Antimon und 19,68 % Schwefel.
Aufgrund von Mischkristallbildung mit Seligmannit (CuPbAsS3) ist bei natürlichem Bournonit meist ein geringer Anteil des Antimons durch Arsen ersetzt (substituiert). Als Fremdbeimengung können Bournonitproben zudem kleinere Eisen und/oder Zinkgehalte enthalten. Gemessene Silberanteile sind allerdings immer auf Verwachsungen mit Silberträgern zurückzuführen.

## Kristallstruktur
Bournonit kristallisiert orthorhombisch in der Raumgruppe Pn21m (Raumgruppen-Nr. 31, Stellung 5) mit den Gitterparametern a = 8,15 Å, b = 8,69 Å und c = 7,79 Å sowie 4 Formeleinheiten pro Elementarzelle.

## Eigenschaften
In Salpetersäure löst sich Bournonit unter Abscheidung von Schwefel und Antimonoxid auf. Vor dem Lötrohr lässt er sich leicht zu einer schwarzen Kugel schmelzen, wobei Antimonrauch entsteht.

## Bildung und Fundorte

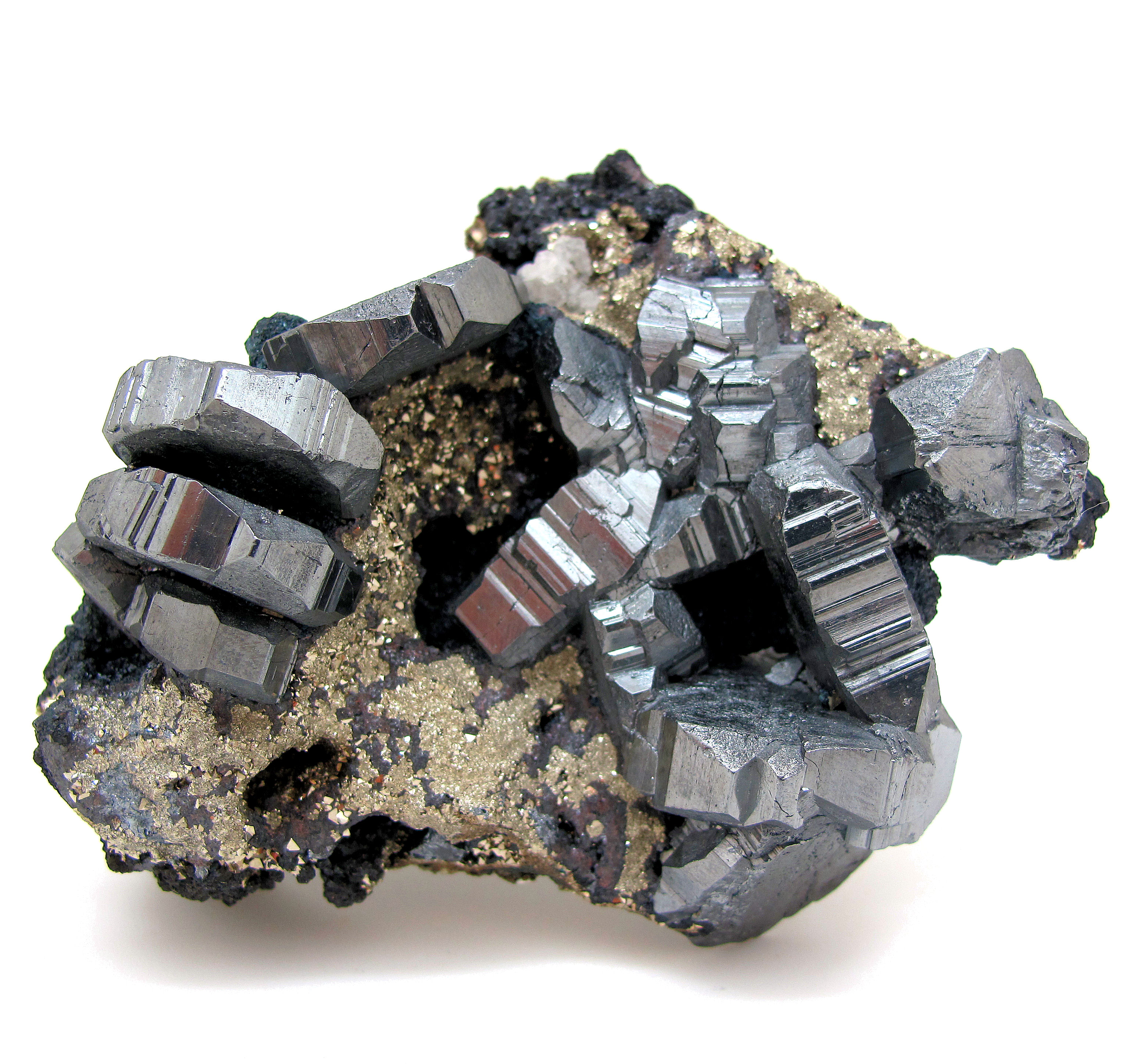
„Bournonit-Getriebe“ aus der Viboras Mine, Machacamarca, Provinz Cornelio Saavedra (Potosí), Bolivien

Bournonit bildet sich hydrothermal in mittelgradigen Zink-, Blei- und Kupfererzlagerstätten. Begleitmineralien sind Bleiglanz, Tetraedrit, Pyrit, Siderit und andere.
Als häufige Mineralbildung ist Bournonit an vielen Orten anzutreffen. Weltweit sind bisher rund 1200 Vorkommen für Bournonit dokumentiert (Stand 2024). Außer an seiner Typlokalität „Wheal Boys Mine“ trat das Mineral im Vereinigten Königreich (Großbritannien) noch an mehreren Orten der englischen Grafschaften Cornwall und Cumbria sowie in Wales und Schottland zutage.
Bekannte Fundstätten aufgrund ungewöhnlicher Bournonitfunde sind unter anderem Machacamarca im bolivianischen Departamento Potosí und Saint-Laurent-le-Minier im französischen Département Gard, wo Kristalle von bis zu 10 cm Größe gefunden wurden. In der „Herodsfoot Mine“ bei Lanreath in Cornwall wurden komplexe Rädelerz-Zwillinge von über 5 cm Größe gefördert und bis zu 4 cm große Kristalle fanden sich bei Příbram in Tschechien und in der Region Huancavelica in Peru.
In Deutschland wurde Bournonit in mehreren Orten des Schwarzwaldes in Baden-Württemberg, im Frankenland und der Oberpfalz in Bayern, bei Laubuseschbach in Mittelhessen, bei Clausthal und Sankt Andreasberg im niedersächsischen Harz, an mehreren Fundpunkten in der Eifel, im Siegerland und im Westerwald von Nordrhein-Westfalen bis Rheinland-Pfalz, im Sauerland und Bergischen Land in Nordrhein-Westfalen, in der saarländischen Gemeinde Nonnweiler, bei Neudorf und Wolfsberg in Sachsen-Anhalt, bei Freiberg und Schneeberg im sächsischen Erzgebirge sowie bei Gera, Greiz und Saalfeld in Thüringen.
In Österreich lässt sich das Mineral in mehreren Regionen von Kärnten, Salzburg und der Steiermark sowie am Eichberg bei Gloggnitz in Niederösterreich und im Inn- und Silltal in Tirol finden und in der Schweiz fand man es in der tessiner Region Malcantone sowie im Binntal und der Gemeinde Collonges VS im Kanton Wallis.
Weitere Fundorte sind Argentinien, Äthiopien, Australien, Bolivien, Brasilien, Bulgarien, Chile, China, Fidschi, Finnland, Ghana, Griechenland, Grönland, Indonesien, Irland, Italien, Japan, die Kanalinsel Jersey, Kanada, Kasachstan, Kirgisistan, Kolumbien, Korea, Kosovo, Kroatien, Mexiko, Mongolei, Namibia, Neuseeland, Peru, Polen, Portugal, Rumänien, Russland, Schweden, Slowakei, Slowenien, Spanien, Südafrika, Tadschikistan, Tunesien, Ukraine, Ungarn, Usbekistan, die Vereinigten Staaten von Amerika (USA) und Vietnam.

## Verwendung
Bournonit ist ein wichtiges Blei- und Kupfererz und dient als Rohstoff für die Gewinnung dieser Elemente.